# ヴァン・ヘルシング (映画)
『ヴァン・ヘルシング』（Van Helsing）は、2004年のアメリカ映画。またそれに合わせ製作された前章となるアニメ『ヴァン・ヘルシング アニメーテッド』がある。他にもノベライズ版、ゲーム版、日本未発売のものではコミック版など、多方面に展開している。
モンスター・ハンターであるヴァン・ヘルシングの活躍を描くモンスターアクション映画である。本来、ヴァン・ヘルシングとは、ブラム・ストーカーの小説『吸血鬼ドラキュラ』で、ドラキュラと戦う大学教授の名であるが、本作では大胆に設定を変更して「不死身のモンスターハンター」というヒーロー像を作り上げた。

## ストーリー
1887年、トランシルバニアのフランケンシュタイン城では、フランケンシュタイン博士がドラキュラ伯爵の命令でフランケンシュタインの怪物を創造した。しかし、フランケンシュタイン博士はドラキュラが怪物を悪用しようとしたことに反発して殺される。怪物はフランケンシュタイン博士の遺体を抱き逃亡するが、裏切った助手イゴールに扇動された村人たちに追い詰められ、逃げ込んだ風車小屋ごと燃え落ちる。
1年後。バチカンに拠点を置く聖騎士団に所属し、モンスターハンターとして活動していた記憶喪失の男、ヴァン・ヘルシングは、パリで連続殺人犯であるジキル博士とハイド氏を退治する。バチカンに帰還したヴァン・ヘルシングは、トランシルバニアを支配するドラキュラの抹殺、そしてドラキュラと400年間戦い続けているヴァレリアス一族を保護するように命令を受け、相棒のカールと共にトランシルバニアに向かう。同じ頃、ヴァレリアス一族の王子ヴェルカンは妹アナ王女と共にドラキュラ配下の狼男を退治しようとしていたが、ヴェルカンは狼男と相打ちになり川に落ちてしまう。ヴァレリアス一族はドラキュラを倒すまでは天国に行けない宿命を負っているため、最後の一人となったアナ王女が使命を果たせないまま殺されれば、一族全員の魂が成仏できなくなる瀬戸際の状態にあった。
ヴァン・ヘルシングとカールはヴァレリアス一族の城がある村に到着するが、アナや村人に他所者扱いされ追い出されそうになる。そこにドラキュラの花嫁たちがアナを襲いに現れた。大混乱の中、ヴァン・ヘルシングはカールの作った武器を手に花嫁たちと戦い撃退する。ヴァン・ヘルシングを認めたアナは彼を城に迎え入れるが、その夜、狼男となって生き延びていた兄ヴェルカンに襲われてしまう。ヴァン・ヘルシングはヴェルカンを殺そうとするが、アナは肉親の情から兄を逃がし、彼を救いたいとヴァン・ヘルシングに嘆願する。家族を知らないヴァン・ヘルシングはアナの想いに心打たれ、二人はヴェルカンを追いフランケンシュタイン城へと向かう。
そこではドラキュラが、フランケンシュタイン博士の装置を利用して、生ける屍である花嫁たちが産んだ子供たちに命を与えようと企んでいた。アナは装置の電撃を増幅する導体にされて苦しむヴェルカンを助けに向かい、ヴァン・ヘルシングはドラキュラと対峙するが、ドラキュラには吸血鬼を倒す通常の手段が全く効かず、しかもヴァン・ヘルシングの失った過去を知っていると言う。動揺を誘われ窮地に追い込まれるヴァン・ヘルシングだったが、その時、博士の装置で命を得たはずの子供たちが、村を襲っている最中に次々と死んでしまう。狼男となったヴェルカンの力をもってしても電力が足りなかったのだ。その隙を突いてドラキュラから逃れたヴァン・ヘルシングは、兄を助けられなかったアナと合流してフランケンシュタイン城から脱出する。ヴェルカンは狼男の毒が回りきって、アナの目の前で自我を失いドラキュラの忠実なしもべに成り果ててしまったのだった。
二人は風車小屋の跡地まで逃げるが、その地下でフランケンシュタインの怪物を発見する。装置の導体にするために創り出されたと言う怪物は、「自分が捕まれば、ドラキュラは残っている子供たちに永遠の命を与える」と警告した。ヴァン・ヘルシングは怪物を保護してバチカンに向かう。その道中、ブダペスト近くの森でドラキュラの花嫁と狼男に襲撃されるが、罠を仕掛けて撃退する。しかしヴァン・ヘルシングは狼男となったヴェルカンを殺した際に噛み傷を負い、自らも狼男の呪いに侵されてしまう。さらに隙を突かれてアナも花嫁に連れ去られてしまった。
ドラキュラの提案により、ブダペストの仮面舞踏会でアナと怪物を交換することになったヴァン・ヘルシングは、取引を拒否して舞踏会場でアナを奪還する。しかし、墓地に隠していた怪物がイゴールに捕まり、ドラキュラ城に連れ去られてしまった。一行はヴァレリアス城に戻るが、そこでカールがドラキュラ城に繋がる入り口を発見し、3人はドラキュラ城へと乗り込む。ヴァン・ヘルシングはイゴールを捕まえ、ドラキュラの居場所と狼男の呪いを解く薬の在処を聞き出す。ドラキュラの弱点が狼男の牙だと突き止めた一行は、ヴァン・ヘルシングが狼男に変身してドラキュラを殺し、なおかつ毒が回りきる前に薬を与えるというギリギリの作戦を立てる。アナとカールに薬を取りに行かせ、ヴァン・ヘルシングは怪物を助け出しドラキュラを倒すために実験室へ向かう。
アナとカールは薬を手に入れるが、花嫁やイゴールに襲われてなかなかヴァン・ヘルシングの元へたどり着けない。そこにヴァン・ヘルシングの助けで装置から脱出したフランケンシュタインの怪物が飛び込み、二人を助ける。一方ヴァン・ヘルシングは狼男に変身してドラキュラと戦っていた。ドラキュラはヴァン・ヘルシングの失った記憶を蘇らせることを提案して味方に引き込もうとするが、過去を振り切ったヴァン・ヘルシングに噛み殺される。実験室に到着したアナはヴァン・ヘルシングに薬を打ち込んで呪いを解くことに成功したが、自我を失いかけていた彼に殺されてしまう。悲しみに暮れるヴァン・ヘルシングはアナを荼毘に付したが、葬儀のさなか、アナの魂が一族と共に天へと昇っていく姿を目撃する。アナが救われたことを知ったヴァン・ヘルシングは、カールと共にトランシルバニアを後にする。

## 登場人物・キャスト
ヴァン・ヘルシング
演 - ヒュー・ジャックマン
本作の主人公でバチカンの聖騎士団に所属する凄腕のモンスターハンター。ある日教会の前で行き倒れになっているところを教会の者に救われ、その時には過去の記憶を一切失っていた。己の記憶を探すことも兼ねて組織のモンスターハンターとして世界各地に巣食う怪物を退治して回る日々を送っている。時代が現代に差し掛かっているため、人々は魔物の存在をもはや信じず、そのためヴァン・ヘルシングは殺人鬼と誤解されてヨーロッパ一のお尋ね者になっている。
黒ずくめのロングコート、長髪に鍔の広いテンガロンハットを被った長身でガッチリした体格。見た目は30代だが実年齢は不明。ドラキュラとは因縁があるらしく、彼からは「ガブリエル」と呼ばれる。
二丁拳銃の使い手。他には鋸の様な機能を持った変形手裏剣であるTOJOブレード、高圧ガス式連射クロスボウ、催眠スプレーなど変わった武器を使う。
生まれてさえいないはずの古代の戦場の光景を頻繁に夢に見たり、中世から生きているドラキュラとの長い因縁が仄めかされるなど、非常に長命、もしくは不死の存在と取れるように描かれる。作中の描写からその正体は大天使ガブリエルではないかと推測されるが、定かではない。ゲーム版によると、少なくとも400年前はルーマニアの聖騎士団に所属する人間だったと思われる。
アナ・ヴァレリアス
演 - ケイト・ベッキンセイル
ヴァレリアス家の最後の子孫で、ジプシーの王女。
美しいだけの女性ではなく、男勝りの勇気や行動力、抜群の運動能力を持ち、武術に長けている。しかし、その勇気や武術もドラキュラや花嫁たちにはまるで通用せず、赤子の手をひねるように翻弄されたり、あわやドラキュラの花嫁にされそうになったりした。
ドラキュラを殺すまでは一族の魂が天国に行けない宿命を背負っており、ヴァン・ヘルシングと共に戦うことになる。当初はヴァン・ヘルシングに反目していたが、その身を何度も救われたことで彼の持つ懐の大きさと寡黙な優しさ、そして彼の心の中にある孤独に気付き、彼を愛するようになる。同時に宿敵であるドラキュラと仮面舞踏会でキスを交わすなど、彼に惹かれる場面も存在する。

ドラキュラ伯爵
演 - リチャード・ロクスバーグ
中世からルーマニアのトランシルバニア地方に君臨する始祖の吸血鬼。1422年生、1462年没。本作では元々カトリック教会に属するヴァレリアス一族から生まれ出たとされている。一度だけ、ヴラディスラウス・ドラグリアと名乗る。
衣装は定番の燕尾服にケープといった姿と異なりラメの入ったシャツにジャケット、長髪、耳にピアスを付けている。
己の眷属であるアリーラ、ヴェローナ、マリーシュカの3人の花嫁と、せむし男のイゴール、狼男、ドヴェルグなどの忠実な下僕たちを従えている。過去にヴァン・ヘルシングと因縁があり、彼を「ガブリエル」と呼ぶ。ゲーム版によると、400年前はルーマニアの聖騎士団に所属し、ガブリエルとは親友同士だった。
アナの勇敢さとその美貌を高く評価しており、仮面舞踏会において自身の愛を告白し、彼女を魅了する。
カール
演 - デビッド・ウェナム
組織に勤める修道僧であると同時に、武器製作もこなす科学者。ひょうきんな三枚目。ヴァン・ヘルシングが怪物退治に用いる武器の数々は、主に彼が作成している。バチカンから出たことがない現場経験のなさを克服するため、ヴァン・ヘルシングのパートナーとしてトランシルバニアに無理やり同行させられた。
聖職者だが結構な生臭坊主で、悪態をついたり女に手を出したりする。だがその頭の回転の速さと博識さは本物で、終盤には勇敢さも身につけた。ドラキュラ退治に大いに貢献する。
なお、「バチカンから出たことがない」と言われるが、映画の前日譚となるOVAではロンドンに連れ出された上に、女装して囮役まで勤めている。
フランケンシュタインの怪物
演 - シュラー・ヘンズリー（英語: Shuler Hensley）
ヴィクトール・フランケンシュタイン博士によって生み出された人造人間。生みの親である博士と共に風車小屋の残骸の中で燃え尽きて死亡したと思われていたが、その地下の空間に隠れて生き長らえていた。2メートルを越える継ぎ接ぎだらけの巨体は、充分に人を驚かせるに足るが、決して暴力的ではなく内面は心優しい。己の命を助けてくれたヴァン・ヘルシングたちに感謝し、身を挺して助けたりする義理堅い性格。また若干のユーモアセンスまで持っているところなど、過去作で描かれてきた、おどろおどろしく知能の低い怪物とはまた一味違った描写をされている。
小説では父親を敬愛して自ら父の姓を名乗っており、「怪物」ではなく「フランケンシュタイン」と呼んでも差し支えない。
ヴェルカン・ヴァレリアス
演 - ウィル・ケンプ
アナの兄。アナと共にドラキュラの手下である狼男を捕獲しようとしたところ失敗し、アナを庇って狼男と谷底の川へ転落。死んだと思われていたが、狼男に噛まれたことで狼男へと変貌して生き延びていた。一時的に人間に戻り、アナにドラキュラの弱点を伝えるべく麓の村に現れるが、結局は宿敵であるドラキュラの手に落ちてしまう。
アリーラ
演 - エレナ・アナヤ
ドラキュラの花嫁。赤毛の花嫁で、残忍な性格。
小説では花嫁たちの中でも一際能力が優れており、リーダー格として描かれている。映画でもそのように見えるが、ヴェローナに威圧される場面があるので、花嫁たちの序列は判然としない。
ヴェローナ
演 - シルヴィア・コロカ
ドラキュラの花嫁。黒髪。
演じたシルヴィア・コロカは、後に実生活でもドラキュラ伯爵役のリチャード・ロクスバーグの妻となった。
マリーシュカ
演 - ジョジー・マラン
ドラキュラの花嫁。金髪。
イゴール
演 - ケヴィン・J・オコナー
せむし男。元はフランケンシュタイン博士の部下だったが金欲しさに裏切り、以来ドラキュラの最も忠実な部下となる。姑息な小悪党。小人のドヴェルグ達を使いドラキュラの実験を実質的に指揮している。
ジネット枢機卿
演 - アラン・アームストロング
バチカンの聖職者で組織の幹部。ヴァン・ヘルシングにトランシルバニアに向かうよう命令を出す。
トップ・ハット
演 - トム・フィッシャー
トランシルバニアの墓守り。村人達のリーダー。
ヴィクトール・フランケンシュタイン博士
演 - サミュエル・ウェスト
優れた医師にして生命科学者。己の研究を進めるためにドラキュラの支援を受けて死体を継ぎ接ぎにした人造人間「フランケンシュタインの怪物」を作り上げた。しかしそれが、予めある目的を持っていたドラキュラの策略の一端と気づいた時、彼に死が訪れる。
ハイド氏 / ジキル博士
演 - ロビー・コルトレーン（ハイド氏の声）、スティーブン・フィッシャー（ジキル博士）
パリでヴァン・ヘルシングと最初に対決するモンスター。ロンドンで過去に対決してヴァン・ヘルシングの弾丸を被弾している。ハイド氏は原作のような小柄な小男ではなく、怪力で粗暴な巨漢。ヴァン・ヘルシングと激闘の末、ノートルダム寺院のバラ窓を破り墜落死する。
ジキル博士は映画ではほぼ登場しないが、ゲーム版のオープニングムービーで姿を見ることができる。またOVAでは、映画本編の前日譚として、ジキル博士がなぜハイド氏に変身して殺人を繰り返すようになったかが描かれる。

## 日本語吹替
| 役名                                   | 俳優                     | 日本語吹替                                                               | 日本語吹替                                                               | 日本語吹替                                            |
| 役名                                   | 俳優                     | 劇場公開版                                                               | ソフト版                                                                 | テレビ朝日版                                          |
| -------------------------------------- | ------------------------ | ------------------------------------------------------------------------ | ------------------------------------------------------------------------ | ----------------------------------------------------- |
| ヴァン・ヘルシング                     | ヒュー・ジャックマン     | 山路和弘                                                                 | 山路和弘                                                                 | 山寺宏一                                              |
| アナ・ヴァレリアス                     | ケイト・ベッキンセイル   | 三石琴乃                                                                 | 三石琴乃                                                                 | 田中敦子                                              |
| ドラキュラ伯爵                         | リチャード・ロクスバーグ | 大塚芳忠                                                                 | 大塚芳忠                                                                 | 土師孝也                                              |
| カール                                 | デビッド・ウェナム       | 高木渉                                                                   | 高木渉                                                                   | 三ツ矢雄二                                            |
| フランケンシュタインの怪物             | シュラー・ヘンズリー     | 屋良有作                                                                 | 屋良有作                                                                 | 銀河万丈                                              |
| アリーラ                               | エレナ・アナヤ           | 小池栄子                                                                 | 石塚理恵                                                                 | 岡本麻弥                                              |
| ヴェルカン・ヴァレリアス               | ウィル・ケンプ           | 小山力也                                                                 | 小山力也                                                                 | 藤原啓治                                              |
| イゴール                               | ケヴィン・J・オコナー    | 岩崎ひろし                                                               | 岩崎ひろし                                                               | 斎藤志郎                                              |
| ジネット枢機卿                         | アラン・アームストロング | 村松康雄                                                                 | 村松康雄                                                                 | 清川元夢                                              |
| ヴェローナ                             | シルヴィア・コロカ       | 根本はるみ                                                               | 日野由利加                                                               | 高山佳音里                                            |
| マリーシュカ                           | ジョジー・マラン         | 宮サ子                                                                   | 朴璐美                                                                   | 雨蘭咲木子                                            |
| トップ・ハット                         | トム・フィッシャー       | 牛山茂                                                                   | 牛山茂                                                                   | 矢尾一樹                                              |
| ヴィクトール・フランケンシュタイン博士 | サミュエル・ウェスト     | 中村大樹                                                                 | 中村大樹                                                                 | ‐                                                     |
| ハイド氏                               | ロビー・コルトレーン     | 郷里大輔                                                                 | 郷里大輔                                                                 | 内海賢二                                              |
| その他                                 |                          | 吉田陽子 宇垣秀成 仲野裕 赤城進 魚建 武藤正史 風間秀郎 桂木黎奈 最上莉奈 | 吉田陽子 宇垣秀成 仲野裕 赤城進 魚建 武藤正史 風間秀郎 桂木黎奈 最上莉奈 | 深水由美 をはり万造 木村雅史 吉野貴宏 武虎 相田さやか |
|                                        |                          |                                                                          |                                                                          |                                                       |
| 演出                                   |                          | 高橋剛                                                                   | 高橋剛                                                                   | 鍛治谷功                                              |
| 翻訳                                   |                          | 前田美由紀                                                               | 前田美由紀                                                               | 前田美由紀                                            |
| 調整                                   |                          | 菊池悟史                                                                 | 菊池悟史                                                                 | 飯村靖雄                                              |
| 効果                                   |                          |                                                                          |                                                                          | リレーション                                          |
| 録音                                   |                          | 北浦祥子 宮澤二郎                                                        | 北浦祥子 宮澤二郎                                                        |                                                       |
| 進行                                   |                          | 三澤綾子 綿引立                                                          | 三澤綾子 綿引立                                                          |                                                       |
| スタジオ                               |                          | ACスタジオ 東京テレビセンター                                            | ACスタジオ 東京テレビセンター                                            |                                                       |
| 制作                                   |                          | ACクリエイト                                                             | ACクリエイト                                                             | ブロードメディア                                      |
| 初回放送                               |                          |                                                                          |                                                                          | 2007年3月18日 『日曜洋画劇場』 21:00-23:19            |

## スタッフ
- 脚本・監督・製作：スティーヴン・ソマーズ
- 製作・編集：ボブ・ダクセイ（英語: Bob Ducsay）
- 製作総指揮：サム・マーサー（英語: Sam Mercer）
- 撮影監督：アレン・ダヴィオー
- プロダクション・デザイナー：アラン・キャメロン
- 編集：ケリー・マツモト
- 衣装デザイン：ガブリエラ・ペスクッチ、カルロ・ポッジョリ（英語: Carlo Poggioli）
- 音楽：アラン・シルヴェストリ
- 特殊効果メイクアップ・プロデューサー：キース・ヴァンダーラーン（英語: Keith VanderLaan）
- 特殊メイクアップ・クリエイター：グレッグ・キャノン
- 特殊効果スーパーバイザー：ブライアン・サイプ
- ILM視覚効果スーパーバイザー：スコット・スクワイア（英語: Scott Squires）、ベン・スノウ
- スタント・コーディネーター：R.A.ロンデル
- 第２ユニット監督：グレッグ・マイケル
- 視覚効果プロデューサー：ジェニファー・ベル

- 視覚効果：インダストリアル・ライト&マジック、WETAデジタル
- クリーチャーデザイン：パトリック・タトポロス

## 用語解説
歴代のモンスター映画に多くのオマージュを捧げつつ、三大モンスターの設定を相互に絡ませ合いながら現代風にアレンジしており、独自の設定が多く用意されている。
吸血鬼
人の生き血を啜って生きる邪悪な不死者。
小説版では家主に招かれないと家に入れないという設定がある。
一般的なものは十字架、ニンニク、聖水、杭、太陽の光などで退けたり退治できるが、ドラキュラの花嫁のような強力な個体は曇り空であれば昼間でも活動できるなど、能力に幅がある。
特にドラキュラには通常弱点とされるものが全く効かず、ただ狼男の毒牙によってのみ殺すことができる。吸血鬼と狼男が敵対する作品は『吸血鬼ドラキュラ対狼男』(1967)や『アンダーワールド』(2003)など何作かあるが、本作のこの設定自体はオリジナル。
吸血鬼に血を吸われた者は吸血鬼になるが、真祖であるドラキュラを殺すことで一網打尽にできる。
ドラキュラと花嫁は何メートルもある醜い巨大コウモリに変身することができる。
鏡に姿が映らず、鏡を鏡として利用しない。
ドラキュラの子供たち
ドラキュラと3人の花嫁との間に、400年の間に生まれた何千匹もの子供。
長い尻尾を持つ子コウモリのような怪物の姿をしている。両親が生ける屍なので、子供も死産で生まれる。腐肉の繭に包まれて城の天井などに産み付けられ、そのままでは活動できない。
ドラキュラは、フランケンシュタイン博士の死者を生き返らせる実験を金銭的に支援することで、屍の子供たちに命を与えようとした。実験で命を得た子供たちは獰猛に人を襲い、もし全ての子供が活動し始めれば世界を滅ぼす恐れがある。
狼男
元は普通の人間だったものが狼男に噛まれることで毒に侵され、満月を迎えると獣人に変身してしまうようになったもの。ドラキュラのしもべとして支配され、番犬や猟犬として使われている。
満月のたびに狼になって他の日は人間に戻るものが一般的だが、本作では人間と狼の姿を行き来するのは、噛まれたあと最初の満月が昇ってからその日の正子までの数時間だけで、その間は月が現れるたびに狼に変身し、月が雲に隠れると人に戻る。
最初の満月の深夜12時の鐘が鳴り終わると完全に狼に成り果て、自我を失ってドラキュラに隷属し、人間に戻れなくなってしまう。
変身する際に皮膚を引き裂いて脱ぎ捨てる描写が特徴的。変身後は、毛むくじゃらで体長が2メートルを超え、頭部は狼、尾はなく、体は筋骨隆々の人間の体型に近い。満月の日が近づくにつれ徐々に五感や心身に変化が出始め、怪力を得て垂直な壁を駆け上れたり、感情が怒りに支配されがちになったりする。
銀の銃弾や杭、短剣などで心臓を貫くことでのみ殺すことができる。
人間に戻すには殺害するか、ドラキュラが隠し持っている解毒剤を投与するほかない。
聖騎士団
バチカンのサン・ピエトロ大聖堂地下に本部を持つ、魔物と戦う地下組織。
国や権力の移ろいに縛られず太古の昔から存在しており、キリスト教だけでなくイスラム教や仏教など世界中の宗教の聖職者たちが共に戦っている。バチカン地下の拠点では僧侶たちが対魔物用に多種多様な武器を開発しており、剣のような古典的なものから、教皇が直接祝福した十字架といった聖なる品、ガトリング砲やグリセリン爆薬(ダイナマイト)など当時最新鋭の科学技術による装備まで様々。
記憶を失ってバチカンに倒れていたヴァン・ヘルシングはこの組織に拾われ、チベットやイスタンブールなどの各国支部を渡り歩き僧たちから聖騎士としての戦闘技術を叩き込まれた。
ゲーム版では生前のドラキュラ(ヴラディスラウス)とガブリエルも同じ聖騎士団に属する親友同士であり、騎士団の掟に反し闇の魔術に手を染めたヴラディスラウスを断罪するためにガブリエルが殺したと明かしている。

## 作品解説
アメリカ映画であるが、作品舞台が古き時代の欧州という事もあり、アメリカ人俳優はほとんど出ていない。1888年のヨーロッパという舞台設定を活かし、翌年のパリ万博に向けて建設途中のエッフェル塔や、発明されたばかりのガトリング砲、OVAでも建設途中のタワーブリッジなど、時代を感じさせる事象が多く出てくる。
1930～40年代のユニバーサル古典ホラー映画に多くのオマージュを捧げており、知っている人が見るとニヤリとする仕掛けが随所に存在する。日本では本作公開を記念して、ソニー・ピクチャーズ エンタテインメント (日本)から『オリジナル・モンスター・コレクション』として『魔人ドラキュラ』など8作が復刻DVDリリースされた。
ジャンルはホラーだが、潤沢な予算を投じて制作されたCGクリーチャーは恐ろしいというよりも力強く、モンスターハンターの主人公が活躍する性質的にもアクションアドベンチャーに近い。
主人公の出で立ちについて、ソマーズはオーディオコメンタリーで「『インディ・ジョーンズ』や『吸血鬼ハンターD』のイメージかと聞かれるけど、シルエットで誰だかわかるようにデザインさせた結果ああなっただけで、真似したわけではない」と語っている。ただ、映画秘宝のインタビューに対しては「この映画を撮影し始めた頃にスタッフに勧められて『バンパイアハンターD』を見て、面白かった。若手スタッフたちがみんなこのアニメに夢中で、武器デザインがすっかり影響されてしまっていた」とも語っており、影響の大きさを伺わせる。ゲーム版には『悪魔城ドラキュラ』のパロディが仕込まれているなど、過去の色々な吸血鬼作品・ハンター作品の要素を取り込んでいることが察せられ、それらのパブリックイメージの集大成となった本作は、原作とは異なる若く肉体派のヴァン・ヘルシング像と共に、帽子とコートの魔物ハンター像も後の作品に大きく影響した。
日本語吹き替え版のエンディングテーマに氷室京介の楽曲「Wild Romance」を起用している。

## 公開・反響
ユニバーサル・モンスターズの3大怪物であるドラキュラ伯爵・フランケンシュタインの怪物・狼男が一堂に会することでも話題になった。ユニバーサル映画で3大怪物が共演するのは『凸凹フランケンシュタインの巻』（1948年）以来56年振りの事である。
アメリカでは2004年5月3日にプレミア上映されたのち、5月7日に3575館で公開され、週末興行成績で初登場1位になり、トップ10内に5週間いた。興行収入は1億2千万ドルを超え、アメリカでの2004年公開作品中16位。オープニング3日間で世界累計興収が1億ドルを超え、当時のユニバーサル映画史上最高記録を更新した。
日本では同年9月4日に日比谷スカラ座1系列他で全国公開され、全国週末興行成績で初登場1位となった。
第31回サターン賞ではホラー映画賞、音楽賞、メイクアップ賞、衣装デザイン賞、特殊効果賞でノミネートされ、このうち音楽賞を受賞している。また、同年の視覚効果協会賞にもノミネートされた。
なお、公開時の成績こそ華々しかったものの失速し、最終的な世界興行収入は3億ドルほどに留まった。制作費1億6千万ドルに対して大成功とはいえず、批評家の評価も振るわなかった。映画評論サイトRotten Tomatoesの評価では、226人の批評家のうち肯定的評価をしたのは24％に留まり、点数は10点満点中4.28点だった。映画評論家のミック・ラサール（英語: Mick LaSalle）は本作を大いに嫌い、「脚本やキャラクター造形を犠牲にして、派手さだけで人を2時間引きつけようとしている」と酷評した。
2004年の第27回スティンカーズ最悪映画賞（英語: 2004 Stinkers Bad Movie Awards）では『最悪の作品』部門に本作が、『最も迷惑な偽アクセント（女性）』部門に本作のケイト・ベッキンセイルがノミネートされており、『最も迷惑な偽アクセント（男性）』部門は本作のリチャード・ロクスバーグが受賞した（二人とも東欧訛り風の発音で演技している）。
当初はシリーズ化も予定されていたが見送られた。

### 続編構想
『RIVER EDGE ENTERTAINMENT NEWS』誌（2004年4月1日号）が報じたところによると、ソマーズ監督は『VAN HELSING:ARMAGEDON 1889』（仮題）として、復活したドラキュラとヴァン・ヘルシングがパリ万博を舞台に戦い、二人の堕天使としての過去が明かされる続編を構想していた。だが、推定制作費が2億ドルを超え断念。代替案として、プレミア版2時間を含む全21話からなるTVシリーズが、2005年秋からHBO局で放送という話が持ち上がった。総合プロデューサーはフランク・スポトニッツが就任し、ソマーズは監修に回ることになった。当時ヒュー・ジャックマンはスケジュールがすでに埋まっており、ヴァン・ヘルシング役は撮影地カナダの若手俳優に変更される予定だった。
スポトニッツによると、TVシリーズは当初は映画の前日譚の予定だったが、主人公のピンチにスリルがなくなってしまうため、舞台は映画から10年後の1898年としている。フランケンシュタインの花嫁、オペラ座の怪人などが登場予定だったほか、ソマーズは「前後編くらいの日本妖怪編を作って、バチカンの日本支部長には丹波哲郎を起用したい」と語った。
2時間プレミア『VAN HELSING The series :End of the Century』はイギリスに襲来した火星人との戦いが予定されていたが、残りのTVシリーズを含めいずれも実現はしなかった。

## 逸話・裏話等
19世紀末の街並みをバックに撮影するため、主なロケはチェコで行われた。仮面舞踏会はプラハ市内の聖ニコラス（ミクラーシュ）教会で撮影されたが、外気温-5℃に対し石造りの聖堂内は-20℃にもなり、ドラキュラの吐く息が白くなってしまったため後から消す必要があったという。また、ロープの設置や火気の持ち込みなどいずれも厳禁であったため、綱渡りや火吹き芸人はすべて合成。演出はシルク・ド・ソレイユが担当している。（オーディオコメンタリーより）
アナ役にケイト・ベッキンセイルを起用するにあたっては、『アンダーワールド』で似たような役柄を演じていることもあり、当初は避ける予定だった。だがキャスティングが難航し、最終的にはベッキンセイル側のマネージャーから打診があったという。（オーディオコメンタリーより）

## メディア展開

### アニメ
映画『ヴァン・ヘルシング』のプロローグとなるストーリーが描かれている。北米では2004年5月11日、日本では8月27日に発売。
詳細は『ヴァン・ヘルシング アニメーテッド』を参照。アニメーション・ディレクターとしてプロダクションI.Gの黄瀬和哉が参加している。
サウンドトラックも発売されている。

#### キャスト
（）内はオリジナルキャスト/日本語吹き替えキャスト。
- ヴァン・ヘルシング（ヒュー・ジャックマン/山路和弘）
- ジキル（ドワイト・シュルツ/西村知道）
- ハイド（ロビー・コルトレーン/郷里大輔）
- カール（デビッド・ウェナム/田原アルノ）
- 枢機卿（アラン・アームストロング/村松康雄）
- ヴィクトリア女王（トレス・マクニール/藤波京子）

### ゲーム
ヴィヴェンディ・ユニバーサルゲームズから2004年5月6日に発売。PS2/Xbox。日本では9月9日に翻訳版が発売された。ファミ通での評価は29/40。海外ではプリマゲームズから攻略本も刊行されている。ゲームの開発チームはSaffire（英語: Saffire (company)）。
デビルメイクライ風のアクションゲームで、映画のストーリーと大筋は同じだが、ソロプレイゲームとして体験できるように流れを改変してある。大半のキャラクターボイスを俳優本人が演じており、ドラキュラとの因縁について映画よりもさらに深く切り込んだムービーシーンが挿入されている。
映画に出てきた二丁拳銃、TOJOブレード、ショットガンといった武器のほか、映画では使うことのできなかったガトリングガンなども入手できる。トランシルバニアの村やドラキュラ城などのマップを自ら歩き回り調べることで、様々なテキストを読んで楽しむことができる。また、アイテムを手に入れることで敵や自分の見た目を変更したり、全ステージで帽子を落とさずにクリアすることでコスチュームが手に入るなど、お遊びやコレクションの要素も充実している。
隠しコマンドを入力することで400年前にドラキュラとの間に何があったかを2分半のボーナスムービーで見ることができる（ただし、日本語版でもこの隠しムービーには日本語字幕がついておらず、英語字幕だけが表示される。）ほか、ゲームのコンセプトアートや初期案なども閲覧できる。
日本未発売だがゲームボーイアドバンス版もあり、ボイスなどはついていないものの、こちらはより映画にストーリーの流れが近い。特に、狼男に変身した状態以外ではドラキュラにダメージを与えられないラストバトルはこのゲームでしか体験できない。

#### キャスト
順番とキャラ名表記はゲームクレジットによる
- ヴァン・ヘルシング（ヒュー・ジャックマン）
- ヴラディスラウス・ドラキュラ伯爵（リチャード・ロクスバーグ）
- ヴェルカン（ウィル・ケンプ）
- イゴール（ケヴィン・J・オコナー）
- フランケンシュタイン（シュラー・ヘンズリー）
- ジネット枢機卿（アラン・アームストロング）
- ヴェローナ（シルヴィア・コロカ）
- マリーシュカ（ジョジー・マラン）
- アリーラ（カット・クレシダ（英語: Kat Cressida））
- アナ・ヴァレリアス（マンディ・ステッケルバーグ(Mandy Steckelberg、現在Mandy Fabian)）
- ヴァレリアス長老（フレッド・タタショア）
- ハイド（ボブ・ジョールス（英語: Bob Joles））

### 小説
映画に合わせてハーパーコリンズ・エンターテインメントから2004年5月4日に出版。ケヴィン・ライアン著。日本では竹書房から村雨麻規の翻訳で8月19日に独占刊行された。
フランケンシュタイン博士の前日譚がプロローグとして収録されているほか、ヴァン・ヘルシングの背中に三角形の傷があるなど、映画では語られない設定を読むことができる。多くのセリフは映画のままだが、映画のオーディオコメンタリーで順番を変更したと語られる場面が小説では変更前の順番になっているなど、初期段階の映画脚本に基づいて書かれていると思われる。
映画には存在しない、アナとヴェルカンの幼少期の回想や、フランケンシュタイン博士の埋葬、ラストシーンでのアナ目線のモノローグなど、多くの補完シーンがあるが、日本語翻訳版ではほとんどカットされている。
日本未発売だが、ハーパーフェスティバルからジュニア向けの小説も同時刊行されている。カーラ・ジャブロンスキー著。

### コミック
ダークホースコミックスから本文22ページの読み切り『Van Helsing: From Beneath the Rue Morgue』（直訳：モルグ街の下から）が2004年5月7日に発売されている。ジョシュア・ダイサート（英語: Joshua Dysart）脚本、ジェイソン・ショーン・アレグサンダー（英語: Jason Shawn Alexander）作画。日本未発売。
ハイド氏との戦いの後にヴァン・ヘルシングが巻き込まれる事件を描いたもので、『モルグ街の殺人』、『透明人間』、『モロー博士の島』などの要素が組み込まれている。

#### ストーリー
「オペレーション・ハイド」の後、ヴァン・ヘルシングは謎のテレパシーに呼ばれ、ある建物の4階に突入する。そこにはテレパシーの主である霊能力者の女とその娘がおり、姿の見えない怪物に襲われていた。娘は殺されて煙突に詰め込まれ、母親は窓から放り出されて墜落死してしまう。ヴァン・ヘルシングは怪物の気配を追い下水道へ向かう。
そこにはマッドサイエンティスト、モロー博士の研究所があった。モロー博士は地下の死体置き場から人間の体を盗み出し、動物の細胞と合体させるキメラ怪物の研究をしているのだった。そこで生み出された半魚人のような怪物「ベサン」は、サセックスの透明人間「グリフィン博士」の体から作り出した血清を打たれ、人目に触れないよう透明化させられていた。
ヴァン・ヘルシングは透明化を解除する薬を見つけてベサンに打ち、倒そうとしたが、その心に邪気がないことに気づく。すると、先ほど死んだ霊能力者の魂が現れ、ベサンはキメラ改造をされる前は自分の夫であり、自分と娘を殺したのも不運な事故に過ぎないから見逃してくれと嘆願する。
その隙に逃げ出したモロー博士は下水を研究所に引き込み、ベサンやキメラ怪物たちもろともヴァン・ヘルシングを水責めにするが、水生生物のキメラであるベサンはヴァン・ヘルシングを助ける。ヴァン・ヘルシングに見逃され、ベサンは水の底へと消える。
研究所とキメラたちが水没してしまったモロー博士は、南の島に拠点を構えるべく船に乗って逃亡するのだった。

### パチンコ
日本の藤商事から版権パチンコ化されている。
2010年9月にリリースされた『CRヴァン・ヘルシング〜ハンティングラッシュ〜』は、映画のグラフィックや設定をアレンジして若者向け路線を打ち出し、人気ミュージシャン清春による黒夢セルフカバーアルバム『MEDLEY』から２曲（Like @ Angel、MARIA）を使用しているほか、モバイルゲーム連携なども行った。グラフィックはCGゲーム風で、ヴァン・ヘルシングがヴィジュアル系歌手のような細身の男性だったり、花嫁たちが怪物の姿に変身しないなど、より日本の若者受けを意識したデザイン。しかし、筐体についている時計が12時になるとドラキュラと戦えるなど、原作再現も凝っているほか、一部の大当たり演出では映画のクライマックスの映像も流れる。当時の規則の抜け穴を突く形で擬似的に天井に近い機能を搭載して人気を博し、パチンコ・パチスロ AWARD 2010ではパチンコ部門でMIP賞を受賞した。
2013年2月には同タイトルでパチスロ化もされた。
2014年5月、新規則に対応するようシステムを刷新して豪華声優を起用した『CRヴァン・ヘルシングII』がリリースされ、『MEDLEY』からさらに2曲（少年、BEAMS）が追加された。なお、いずれも現在は設置可能期間が終了している。

#### キャスト
（）内は初代キャスト/Ⅱキャスト。
- ヴァン・ヘルシング（木地谷俊行/緑川光）
- ドラキュラ（？/置鮎龍太郎）
- アナ（みるき/桑島法子）
- カール（やましたとも/粕谷雄太）
- フランケンシュタイン（？/高塚正也）
- ナレーション（手塚ヒロミチ/？）

#### サウンドトラック
初代、Ⅱともにサウンドトラックがあり、各種楽曲配信サイトで購入できる。プレイ中に流れるマップ音楽のほか、勝利時などに聞けるオリジナルのキャラクターイメージソングが多数収録されている。
初代のイメージソング3曲はLeo Figaroが手がけた。Ⅱの6曲は佐藤希久生が作曲している。
| #         | タイトル                               | 作詞  | 作曲・編曲 | 時間 |
| --------- | -------------------------------------- | ----- | ---------- | ---- |
| 1.        | 「judgement」                          |       |            | 3:03 |
| 2.        | 「罪と罰」                             |       |            | 3:57 |
| 3.        | 「Decadance」                          |       |            | 3:11 |
| 4.        | 「通常変動～パリ～」                   |       |            | 1:12 |
| 5.        | 「通常変動～草原～」                   |       |            | 1:24 |
| 6.        | 「通王変動～森～」                     |       |            | 1:12 |
| 7.        | 「通常変動～トランシルヴァニア～」     |       |            | 1:16 |
| 8.        | 「通常変動～フランケンシュタイン城～」 |       |            | 1:33 |
| 9.        | 「通常変動～ヴァレリアス～」           |       |            | 1:22 |
| 10.       | 「スロットモード」                     |       |            | 1:06 |
| 合計時間: | 合計時間:                              | 19:16 |            |      |

| #         | タイトル                                         | 作詞  | 作曲・編曲 | 時間 |
| --------- | ------------------------------------------------ | ----- | ---------- | ---- |
| 1.        | 「PROGENY」                                      |       |            | 3:48 |
| 2.        | 「Translivania」                                 |       |            | 3:20 |
| 3.        | 「その先にあるもの」                             |       |            | 3:45 |
| 4.        | 「The Corridor」                                 |       |            | 3:14 |
| 5.        | 「Revelation of God」                            |       |            | 3:28 |
| 6.        | 「光差すソラへ」                                 |       |            | 3:23 |
| 7.        | 「通常変動～メドレー～」                         |       |            | 1:19 |
| 8.        | 「通常変動～夜背景～」                           |       |            | 1:42 |
| 9.        | 「ハンティングラッシュ～ドラキュラの間～」       |       |            | 1:30 |
| 10.       | 「ハンティングラッシュ～ザコモンスターバトル～」 |       |            | 1:09 |
| 11.       | 「ハンティングラッシュ～ボスバトル～」           |       |            | 1:02 |
| 12.       | 「ハンティングラッシュ～スペシャルBGM～」        |       |            | 3:15 |
| 合計時間: | 合計時間:                                        | 30:55 |            |      |

## リブート
本作のリブート作品が制作されるとの話題は度々持ち上がっている。2012年の時点では脚本にアレックス・カーツマンとロベルト・オーチー、主演はトム・クルーズの名前が挙がっていた。脚本のカーツマンによれば、映画『ダークナイト』のような方向性を目指していたとのこと。
だがその後、この布陣でのリブートは『ハムナプトラ』に譲られ、ダーク・ユニバースとして世界観を共有する『ザ・マミー/呪われた砂漠の王女』(2017)が制作された。このダーク・ユニバースではチャニング・テイタムがヴァン・ヘルシング役を務めるという噂や、ジョン・スペイツとエリック・ハイセラーが脚本を務めるという報道もあったが、ダーク・ユニバースの頓挫に伴い、リブートは立ち消えとなった。
その後音沙汰がなかったが、2020年12月、ジェームズ・ワン製作、ジュリアス・エイバリー（英語: Julius Avery）監督でのリブートが発表された。ヴァン・ヘルシングは主人公ではないが、吸血鬼ハンターもの（R指定になる可能性もある）になる予定と報じられている。3年ほど音沙汰がなかったが、2023年4月現在、『まだ明かせることはないが脚本は執筆中』だと続報があった。

## サウンドトラック
Van Helsing: Original Motion Picture Soundtrack（英語: Van Helsing (soundtrack)）として2004年5月4日にデッカ・レコードから発売。日本ではユニバーサルミュージッククラシックから8月21日に発売された。日本版はディスクに映画のフォトギャラリー、ゲーム版のCMなどが収録されているCD EXTRA仕様。評価は英語版記事に詳しい。
| 全作曲: アラン・シルヴェストリ。 |                             |           |                        |                        |      |
| #                                | タイトル                    | 作詞      | 作曲・編曲             | タイトル意訳           | 時間 |
| 1.                               | 「Transylvania 1887」       |           | アラン・シルヴェストリ | トランシルバニア1887   | 1:26 |
| 2.                               | 「Burn It Down!」           |           | アラン・シルヴェストリ | 焼き払え！             | 4:46 |
| 3.                               | 「Werewolf Trap」           |           | アラン・シルヴェストリ | 狼男の罠               | 1:53 |
| 4.                               | 「Journey to Transylvania」 |           | アラン・シルヴェストリ | トランシルバニアへの旅 | 1:33 |
| 5.                               | 「Attacking Brides」        |           | アラン・シルヴェストリ | 花嫁襲う               | 5:02 |
| 6.                               | 「Dracula's Nursery」       |           | アラン・シルヴェストリ | ドラキュラの苗床       | 5:47 |
| 7.                               | 「Useless Crucifix」        |           | アラン・シルヴェストリ | 効かない十字架         | 2:35 |
| 8.                               | 「Transylvanian Horses」    |           | アラン・シルヴェストリ | トランシルバニアの馬   | 3:55 |
| 9.                               | 「All Hallow's Eve Ball」   |           | アラン・シルヴェストリ | ハロウィンの舞踏会     | 3:01 |
| 10.                              | 「Who Are They to Judge?」  |           | アラン・シルヴェストリ | なぜ決め付ける？       | 2:00 |
| 11.                              | 「Final Battle」            |           | アラン・シルヴェストリ | 最終決戦               | 6:28 |
| 12.                              | 「Reunited」                |           | アラン・シルヴェストリ | 再会                   | 4:23 |
| 合計時間:                        | 合計時間:                   | 合計時間: | 43:45                  |                        |      |

また、日本未発売（非公式？）の「Complete Original Motion Picture Score」も存在し、こちらは2枚組でより細かく収録されている。
| 全作曲: アラン・シルヴェストリ。 |                                 |           |                        |                                |      |
| #                                | タイトル                        | 作詞      | 作曲・編曲             | タイトル意訳                   | 時間 |
| 1.                               | 「Transylvania 1887」           |           | アラン・シルヴェストリ | トランシルバニア1887           | 1:31 |
| 2.                               | 「Burn It Down!」               |           | アラン・シルヴェストリ | 焼き払え！                     | 5:36 |
| 3.                               | 「One Year Later」              |           | アラン・シルヴェストリ | 1年後                          | 1:57 |
| 4.                               | 「Hyde & Seek」                 |           | アラン・シルヴェストリ | 『ハイド』＆シーク（隠れんぼ） | 1:07 |
| 5.                               | 「Hyde Hits Bottom」            |           | アラン・シルヴェストリ | ハイド地に落ちる               | 2:27 |
| 6.                               | 「To Vatican City」             |           | アラン・シルヴェストリ | バチカン市国へ                 | 2:08 |
| 7.                               | 「A Test Of Faith」             |           | アラン・シルヴェストリ | 信仰の試練                     | 0:35 |
| 8.                               | 「450 Years Ago」               |           | アラン・シルヴェストリ | 450年前                        | 1:11 |
| 9.                               | 「Werewolf Trap」               |           | アラン・シルヴェストリ | 狼男の罠                       | 1:53 |
| 10.                              | 「Journey To Transylvania」     |           | アラン・シルヴェストリ | トランシルバニアへの旅         | 1:42 |
| 11.                              | 「Attacking Brides (Part I)」   |           | アラン・シルヴェストリ | 花嫁襲う（パート1）            | 2:03 |
| 12.                              | 「Do You Like To Fly?」         |           | アラン・シルヴェストリ | 空を飛ぶのは好きかしら？       | 1:16 |
| 13.                              | 「Aleera Stings」               |           | アラン・シルヴェストリ | アリーラ貫く                   | 0:18 |
| 14.                              | 「Attacking Brides (Part II)」  |           | アラン・シルヴェストリ | 花嫁襲う（パート2）            | 4:08 |
| 15.                              | 「Brighter Side Of Death」      |           | アラン・シルヴェストリ | 死の明るい面                   | 1:25 |
| 16.                              | 「Velkan Visit」                |           | アラン・シルヴェストリ | ヴェルカン訪れる               | 2:14 |
| 17.                              | 「Shapeshifting Stinger」       |           | アラン・シルヴェストリ | 変身する怪物                   | 1:27 |
| 18.                              | 「Who's Hunting Whom?」         |           | アラン・シルヴェストリ | 獲物は俺か                     | 1:45 |
| 19.                              | 「Lycanthrope On The Run」      |           | アラン・シルヴェストリ | 逃げ回る人狼                   | 1:57 |
| 20.                              | 「Castle Dracula」              |           | アラン・シルヴェストリ | ドラキュラの城                 | 0:56 |
| 21.                              | 「Let's Make Some Babies」      |           | アラン・シルヴェストリ | 子作りしましょ                 | 2:57 |
| 22.                              | 「Dracula's Nursery」           |           | アラン・シルヴェストリ | ドラキュラの苗床               | 5:48 |
| 23.                              | 「Baby Stinger」                |           | アラン・シルヴェストリ | ちび怪物                       | 0:11 |
| 24.                              | 「Almost Dance」                |           | アラン・シルヴェストリ | 踊ることもできる               | 1:15 |
| 25.                              | 「Bat Attack」                  |           | アラン・シルヴェストリ | コウモリ襲う                   | 0:47 |
| 26.                              | 「Feeeed!」                     |           | アラン・シルヴェストリ | さあ吸うのよ！                 | 1:26 |
| 27.                              | 「Anna's Too Late」             |           | アラン・シルヴェストリ | 遅すぎたアナ                   | 0:39 |
| 28.                              | 「Triangular Scars」            |           | アラン・シルヴェストリ | 三角形の傷                     | 2:41 |
| 29.                              | 「Post Bat Attack」             |           | アラン・シルヴェストリ | コウモリ襲撃後                 | 1:08 |
| 30.                              | 「Family...And Falling」        |           | アラン・シルヴェストリ | 家族…そして墜落                | 0:54 |
| 31.                              | 「Clue Concealed Now Revealed」 |           | アラン・シルヴェストリ | ヒントが今明かされる           | 0:49 |
| 合計時間:                        | 合計時間:                       | 合計時間: | 56:11                  |                                |      |

| 全作曲: アラン・シルヴェストリ。 |                                       |           |                        |                                  |      |
| #                                | タイトル                              | 作詞      | 作曲・編曲             | タイトル意訳                     | 時間 |
| 1.                               | 「Frankenstein Monster」              |           | アラン・シルヴェストリ | フランケンシュタインの怪物       | 3:09 |
| 2.                               | 「Transylvania Horses (Part I)」      |           | アラン・シルヴェストリ | トランシルバニアの馬（パート1）  | 1:00 |
| 3.                               | 「Bait & Switch」                     |           | アラン・シルヴェストリ | 囮と入れ替わり                   | 1:47 |
| 4.                               | 「Coach To Coach」                    |           | アラン・シルヴェストリ | 馬車から馬車へ                   | 0:53 |
| 5.                               | 「Transylvania Horses (Part II)」     |           | アラン・シルヴェストリ | トランシルバニアの馬（パート2）  | 2:21 |
| 6.                               | 「Velkan Vanished」                   |           | アラン・シルヴェストリ | ヴェルカン死す                   | 2:00 |
| 7.                               | 「Let's Make A Deal」                 |           | アラン・シルヴェストリ | 取引しましょ                     | 1:28 |
| 8.                               | 「Help From The Dead」                |           | アラン・シルヴェストリ | 死人の助け                       | 0:17 |
| 9.                               | 「Ball Fanfare」                      |           | アラン・シルヴェストリ | 舞踏会のファンファーレ           | 0:29 |
| 10.                              | 「All Hallow's Eve Ball」             |           | アラン・シルヴェストリ | ハロウィンの舞踏会               | 2:58 |
| 11.                              | 「Tough Crowd」                       |           | アラン・シルヴェストリ | 手ごわい群衆                     | 1:54 |
| 12.                              | 「Who Are The To Judge?」             |           | アラン・シルヴェストリ | なぜ決め付ける？                 | 1:59 |
| 13.                              | 「Dracula's Door」                    |           | アラン・シルヴェストリ | ドラキュラの扉                   | 7:42 |
| 14.                              | 「Frankenstein Bound」                |           | アラン・シルヴェストリ | 囚われたフランケンシュタイン     | 1:40 |
| 15.                              | 「Cure For The Curse」                |           | アラン・シルヴェストリ | 呪いを解く薬                     | 1:21 |
| 16.                              | 「Everyone Fights」                   |           | アラン・シルヴェストリ | 誰もが戦う                       | 4:12 |
| 17.                              | 「Swinging Into Action」              |           | アラン・シルヴェストリ | スイングアクション               | 2:25 |
| 18.                              | 「Beast Vs. Beast」                   |           | アラン・シルヴェストリ | 獣VS獣                           | 4:17 |
| 19.                              | 「The Left Hand Of God」              |           | アラン・シルヴェストリ | 神の左手                         | 3:16 |
| 20.                              | 「Reunited」                          |           | アラン・シルヴェストリ | 再会                             | 3:50 |
| 21.                              | 「End Titles」                        |           | アラン・シルヴェストリ | エンドロール                     | 2:23 |
| 22.                              | 「End Titles Continued」              |           | アラン・シルヴェストリ | エンドロール続き                 | 7:19 |
| 23.                              | 「Dracula's Nursery (Album Version)」 |           | アラン・シルヴェストリ | ドラキュラの苗床（アルバムver.） | 5:46 |
| 合計時間:                        | 合計時間:                             | 合計時間: | 64:26                  |                                  |      |

## 関連イベント
- 東京ジョイポリス「ヴァン・ヘルシング」

2004年7月31日からウォークスルータイプのアトラクションとして開催された。入場料600円。
ヴァン・ヘルシングもしくはアナ王女がアテンダントとして付き添う。
同じフロアの「J-POP CAFE ODAIBA」では9月11日までコラボ飲食メニューが用意され、グッズの抽選もあった。
- ユニバーサルスタジオ・ドラキュラの要塞

ユニバーサル・スタジオ・ハリウッドの13区ビルに2004年～2006年11月4日まで設置されていたウォークスルー型のアトラクション。
映画のセットの中を探検できるお化け屋敷で、怪物と間近に接することができる。
アトラクション閉鎖後、2007年3月31日にオープンした『ユニバーサル・ハウス・オブ・ホラーズ（英語: Universal's House of Horrors）』に引き継がれた。新アトラクションも同じウォークスルーのレイアウトを使用し、フランケンシュタインの研究室の2階建てエリアはそのまま残された
。13区ビルは、『ドラキュラの要塞』が出来る前はヴァン・ヘルシングと同じソマーズ監督作である『ハムナプトラ2/黄金のピラミッド』などのアトラクションもあった建物だが、5代目であった『ハウス・オブ・ホラーズ』が2014年9月に閉鎖された後、同年11月に道路拡張のために取り壊された。